# Vasil Micovčin
Vasil Micovčin (* 9. července 1936) byl československý politik Komunistické strany Slovenska ze Slovenska, rusínské respektive ukrajinské národnosti, poslanec Sněmovny národů Federálního shromáždění za normalizace.

## Biografie
K roku 1986 se profesně uvádí jako předseda JZD.
Ve volbách roku 1986 zasedl do slovenské části Sněmovny národů (volební obvod č. 131 - Humenné, Východoslovenský kraj). Ve Federálním shromáždění setrval do konce funkčního období, tedy do svobodných voleb roku 1990. Netýkal se ho proces kooptací do Federálního shromáždění po sametové revoluci.